# Cecilia Jarlskog
Cecilia Jarlskog (* 1941) ist eine schwedische theoretische Physikerin, die hauptsächlich über Elementarteilchenphysik arbeitet.
Jarlskog promovierte 1970 in theoretischer Teilchenphysik an der Technischen Universität Lund und war danach bis 1972 am CERN, in Lund und Göteborg, bevor sie 1976 Professorin in Bergen in Norwegen, 1985 an der Universität Stockholm und 1994 am Institut für mathematische Physik der Technischen Hochschule in Lund wurde. Seit 2015 ist sie dort Professor emerita.
Ab 1984 ist sie Mitglied der Schwedischen Akademie der Wissenschaften, ab 1997 der Norwegischen Akademie, seit 2005 der Academia Europaea. und seit 2010 der Österreichischen Akademie der Wissenschaften. 1989 bis 2000 war sie eines der fünf Mitglieder des schwedischen Nobelkomitees für Physik (dessen Vorsitz sie 1999 hatte, als t’Hooft und Veltman den Preis bekamen) und ist seit 1996 im Board of Trustees der Nobelstiftung. Von 1998 bis 2004 war sie am CERN für die Kontakte zu den Mitgliedsstaaten verantwortlich. Außerdem ist sie Vorsitzende im Verwaltungsrat der Nordischen Institute für Theoretische Physik.
Sie ist Ehrendoktor des University College Dublin und mehrerer chinesischer Universitäten.
Jarlskog arbeitete u. a. über CP-Verletzung, Supersymmetrie und große vereinheitlichte Theorien. Dabei identifizierte sie eine neue Klasse von invarianten Größen in CP-verletztenden supersymmetrischen Modellen, die heute als Jarlskog-Invarianten bezeichnet werden.
Sie ist (Ko-)Autorin von mehr als 150 wissenschaftlichen Artikeln und Herausgeberin mehrerer Bücher, u. a. eines über den Physiker Gunnar Källén.